# Sebastian Polmans
Sebastian Polmans (* 1982 in Mönchengladbach, Neuwerk-Mitte) ist ein deutscher Autor, Illustrator und Musiker.

## Leben
Polmans wuchs im deutsch-niederländischen Grenzgebiet am Niederrhein auf und absolvierte geistes- und musikwissenschaftliche Studien an Universitäten in Siegen, Hildesheim und Rom. Literarische Texte veröffentlichte er unter anderem in manuskripte, Style and the family tunes, 13 Magazin und Am Erker. Er war Mitherausgeber der Literaturzeitschrift BELLA triste. 2011 erschien sein Debüt Junge im Suhrkamp Verlag.

## Preise und Auszeichnungen
- 2010 Nettetaler Literatur-Preis
- 2010 Publikumspreis des open mike
- 2011 Literaturpreis der Jürgen Ponto-Stiftung
- 2011 Stipendiat des Literarischen Colloquium Berlin
- 2011 Finalist beim MDR-Literaturpreis Leipzig
- 2011 Arbeitsstipendium des Landes Niedersachsen
- 2012 Bayern 2-Wortspiele-Preis
- 2013 Kranichsteiner Literatur-Förderpreis
- 2014 Moerser Literaturpreis
- 2015 Rolf-Dieter-Brinkmann-Stipendium
- 2015 BUND-Distel, Preis für Natur-, Umwelt- und Tierschutz
- 2016 Postpoetry
- 2017 Nominiert für den Alfred-Döblin-Preis
- 2018 Arbeitsstipendium der Kunststiftung NRW

## Veröffentlichungen

### Roman
- Junge. Suhrkamp Verlag, Berlin 2011, ISBN 978-3-518-42246-5.

### Kinder- und Jugendbuch
- Die Tulpe lädt zum Riechen ein. Gedichte und Illustration. Bübül Verlag, Berlin 2019, ISBN 978-3-946807-36-0.

### Essays
- Bitte, wer wiegt die Welt. in: Basic Insticts. Eine multidisziplinäre Ausstellung der niederländischen Kreativkultur, Hg. Premsela. Institut für niederländische Mode und Design, Berlin 2011.
- Über Pina und warum Liebe alles heilen kann. in: Dreizehn – Kulturmagazin, Hg. Johannes Boehme, Rafael Haymann, Ege Tufan, Berlin 2014[2]..

### Erzählungen
- Auf der Zunge. in: Manuskripte. Zeitschrift für Literatur, Nr. 187, Hg. Alfred Kolleritsch und Günter Waldorf, Graz 2010.
- Kartons. in: Kartographie der Nacht, Hg. Lars Claßen, Suhrkamp, Berlin 2011, ISBN 978-3-518-46299-7.
- Berge. in: Wie immer unverhofft. Neue Weihnachtsgeschichten, Hg. Susanne Gretter, Suhrkamp, Berlin 2012, ISBN 978-3-518-46378-9.

### Gedichte
- Sylvester. in: Manuskripte. Zeitschrift für Literatur, Nr. 193, Hg. Alfred Kolleritsch und Günter Waldorf, Graz 2011.
- Es war das Verschwinden. in: Jahrbuch der Lyrik 2011, Hg. Christoph Buchwald und Kathrin Schmidt, München 2011, ISBN 978-3-421-04507-2.
- Unser Tattoo. Radius Verlag, Stuttgart 2015, ISBN 978-3-87173-980-4.

### Musik
- Summsemann: da (Jakarta Records/Groove Attack 2007)
- Sebastian Polmans: Ich schenke mir ein Lied (Selbstverlegt 2022)